# South Pittsburg
South Pittsburg é uma cidade localizada no estado norte-americano de Tennessee, no Condado de Marion.

## Demografia
Segundo o censo norte-americano de 2000, a sua população era de 3295 habitantes.
Em 2006, foi estimada uma população de 3133, um decréscimo de 162 (-4.9%).

## Geografia
De acordo com o United States Census Bureau tem uma área de
15,3 km², dos quais 15,3 km² cobertos por terra e 0,0 km² cobertos por água. South Pittsburg localiza-se a aproximadamente 204 m acima do nível do mar.

## Localidades na vizinhança
O diagrama seguinte representa as localidades num raio de 12 km ao redor de South Pittsburg.